# 湿婆节
濕婆节（Maha Shivaratri），是一个印度教节日，每年举行，敬奉濕婆。

## 简介
该节名字的意思是“伟大的湿婆之夜”（英語：Great Night of Shiva），简称“湿婆之夜”（Shivaratri，又写作Sivaratri、Shivaratri、Sivarathri、Shivarathri）。该节举办的日子是溼婆与帕尔瓦蒂的美妙婚姻缔结之日。若根据新月计算月份，该节在印度历第11个月（Maagha）；若根据月圆计算月份，则该节在印度曆第12个月（Phalguna）。該節日在太陰曆黑色半月的第十四日，即中國陰曆月的二十九日或二十八日。该节在公历2月或3月。在每年12个湿婆之夜（Shivarathri）中，以湿婆节（Maha Shivarathri）最为神圣。

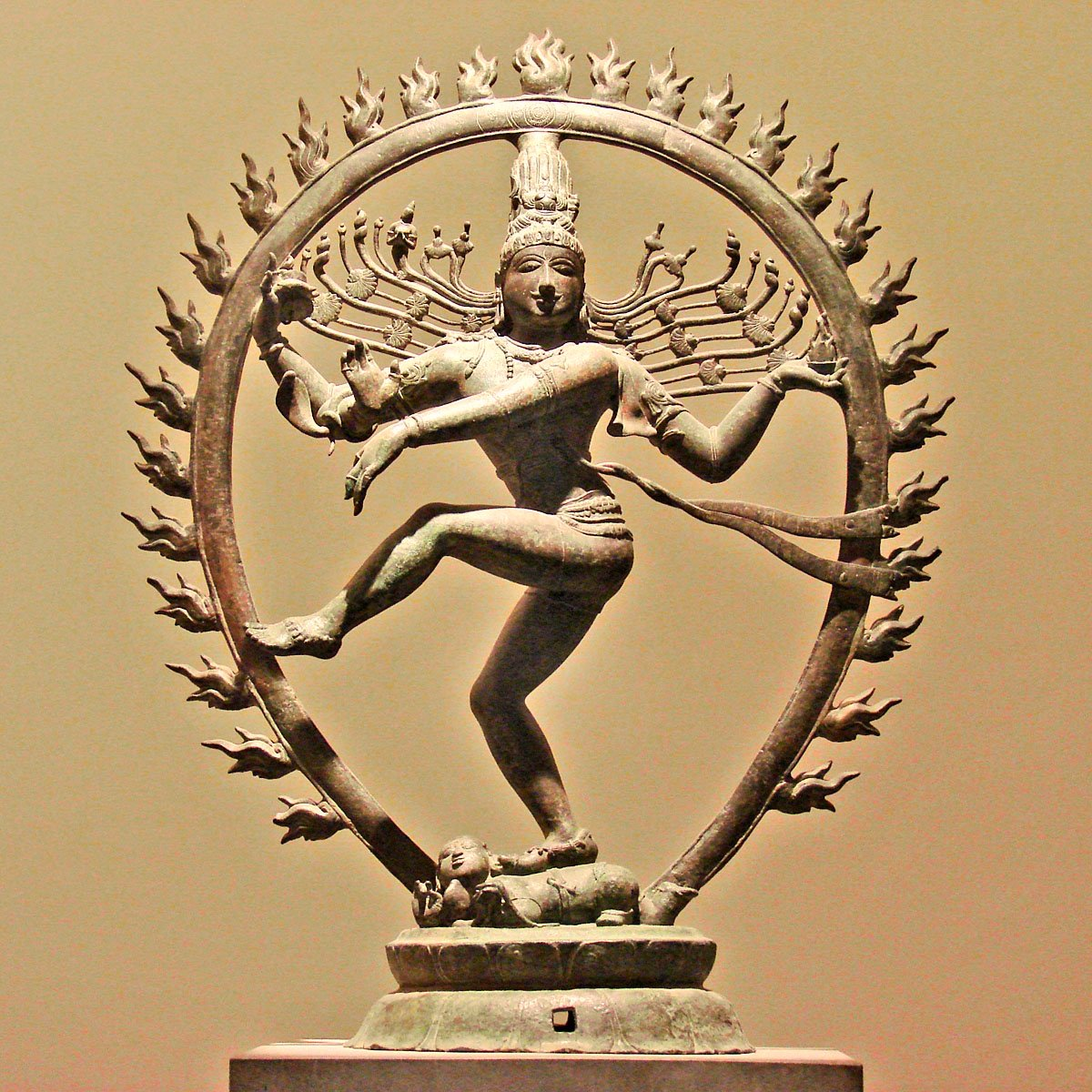

该节庆祝时，向湿婆供奉木橘的叶子，并且整日禁食。整日要念诵“唵，哪摩濕哇耶（Om Namah Shivāya）”。苦行是为了增加瑜伽和冥想，以稳健而迅速地达到生命最高之好。在这一天，北半球的行星位置可以作为有效的催化剂来帮助一个人提升他或她的精神能量。念诵强大的古梵文大勝死亡咒语Mahā Mrityunjaya Mantra之益處在这个夜晚会大大增加。